# La Sábila, Michoacán de Ocampo
La Sábila är en ort i Mexiko.   Den ligger i kommunen Venustiano Carranza och delstaten Michoacán de Ocampo, i den centrala delen av landet, 400 km väster om huvudstaden Mexico City. La Sábila ligger 1 535 meter över havet och antalet invånare är 312.
Terrängen runt La Sábila är platt västerut, men österut är den kuperad. Terrängen runt La Sábila sluttar västerut. Runt La Sábila är det ganska tätbefolkat, med 60 invånare per kvadratkilometer. Närmaste större samhälle är Sahuayo de Morelos, 10,3 km väster om La Sábila. I omgivningarna runt La Sábila växer huvudsakligen savannskog.